# Smittina dieuzeidei
Smittina dieuzeidei är en mossdjursart som beskrevs av Marie Clément Gaston Gautier 1955. Smittina dieuzeidei ingår i släktet Smittina och familjen Smittinidae. Inga underarter finns listade i Catalogue of Life.